# Dendrobiinae
Dendrobiinae Lindl. è una sottotribù di Orchidaceae della sottofamiglia Epidendroideae.

## Descrizione
Comprende numerose specie di orchidee epifite, litofite e terricole, dotate per lo più di pseudobulbi (assenti in alcune specie), con fiori che portano da due a quattro pollinii, con retinacoli nudi, ossia senza borsicole.

## Distribuzione e habitat
Le specie di questa sottotribù sono prevalentemente distribuite nella zona tropicale di Asia e Australasia (arcipelago indo-malese, Filippine, Nuova Guinea, Australia, Nuova Caledonia, isole del Pacifico sud-occidentale e Nuova Zelanda).

## Tassonomia
Comprende i seguenti generi:
- Bulbophyllum Thouars, 1822 (2.094 spp.)
- Dendrobium Sw., 1799 (1.556 spp.)

In base alla morfologia dei pollinii questa sottotribù è ritenuta appartenere alle Malaxideae.